# Александра Павловна
Великая княжна Александра Павловна (29 июля [9 августа] 1783, Царское Село — 4 [16] марта 1801, Вена) — третий ребёнок и старшая дочь императора Павла I и его супруги Марии Фёдоровны. В замужестве — палатина венгерская.

## Биография

### Рождение
«...Дочери все будут плохо выданы замуж, потому что ничего не может быть несчастнее русской великой княжны. Они не сумеют ни к чему примениться; все им будет казаться мелким... Конечно, у них будут искатели, но это поведет к бесконечным недоразумениям... При всем том, может случиться, что женихов не оберешься». Это было написано за пять лет до появления первой внучки императрицы, великой княжны Александры Павловны. Рождение девочки не особенно обрадовало Екатерину, желавшую иметь третьего внука (после Александра и Константина).
Александра Павловна родилась пополудни в сорок минут 7го часа 29 июля (9 августа) 1783 года в Екатерининском дворце, Царское Село, и была старшей дочерью и третьим ребёнком в семье наследника престола великого князя Павла Петровича и великой княгини Марии Фёдоровны.
В этот день в Камер-фурьерском журнале была сделана запись

Июля 29го числа в субботу. Пополудни в сорок минут 7гочаса, в присутствии Её императорского величества, Её императорское высочество - государыня великая Княгиня благополучно разрешилась от бремени, и всевышний Бог даровал Их императорским высочествам дочь, а Её императорскому величеству внучку, которой наречено имя Александра,

а в газете СанктПетербургскiя Вѣдомости от 1 августа 1783 г. опубликовано сообщение

Минувшаго Iюля 29 го, въ субботу въ вечеру, Ея Императорское Высочество Благовѣрная Государыня Великая Княгиня МАРIЯ ѲЕОДОРОВНА въ Царскомъ селѣ разрѣшилась благополучно отъ бремени Великою Княжною, которой наречено имя АЛЕКСАНДРА. По полученiи въ здѣшнемъ столичномъ городѣ известiя о семъ столь радостномъ произшествiи, в тотъ же вечеръ производилась пушечная пальба съ обѣихъ здѣшнихъ крѣпостей; а на другой день, т.е. въ воскресенiе, отправлялось во всѣхъ церьквахъ благодарственное съ колѣноприклоненiемъ молѣбствiе, въ вечеру же весь городъ былъ иллюминованъ.

Рождение девочки не обрадовало царственную бабку, императрицу Екатерину. Она писала:
Моя заздравная книжка на днях умножилась барышней, которую в честь старшего брата назвали Александрой. По правде сказать, я несравненно больше люблю мальчиков, нежели девочек…
Секретарь императрицы А. В. Храповицкий записал мнение императрицы о внучке — «ни рыба, ни мясо», не нравилась ей и внешность княжны: «Александра Павловна существо очень некрасивое, особенно в сравнении с братьями». Сравнение с младшей сестрой Еленой тоже было не в её пользу: императрица отмечала, что полугодовалая Елена гораздо умнее и живее, нежели двухлетняя Александра.
Однако именно в связи с рождением Александры, Екатерина подарила сыну Гатчину, выкупленную у наследников графа Орлова, своего фаворита.

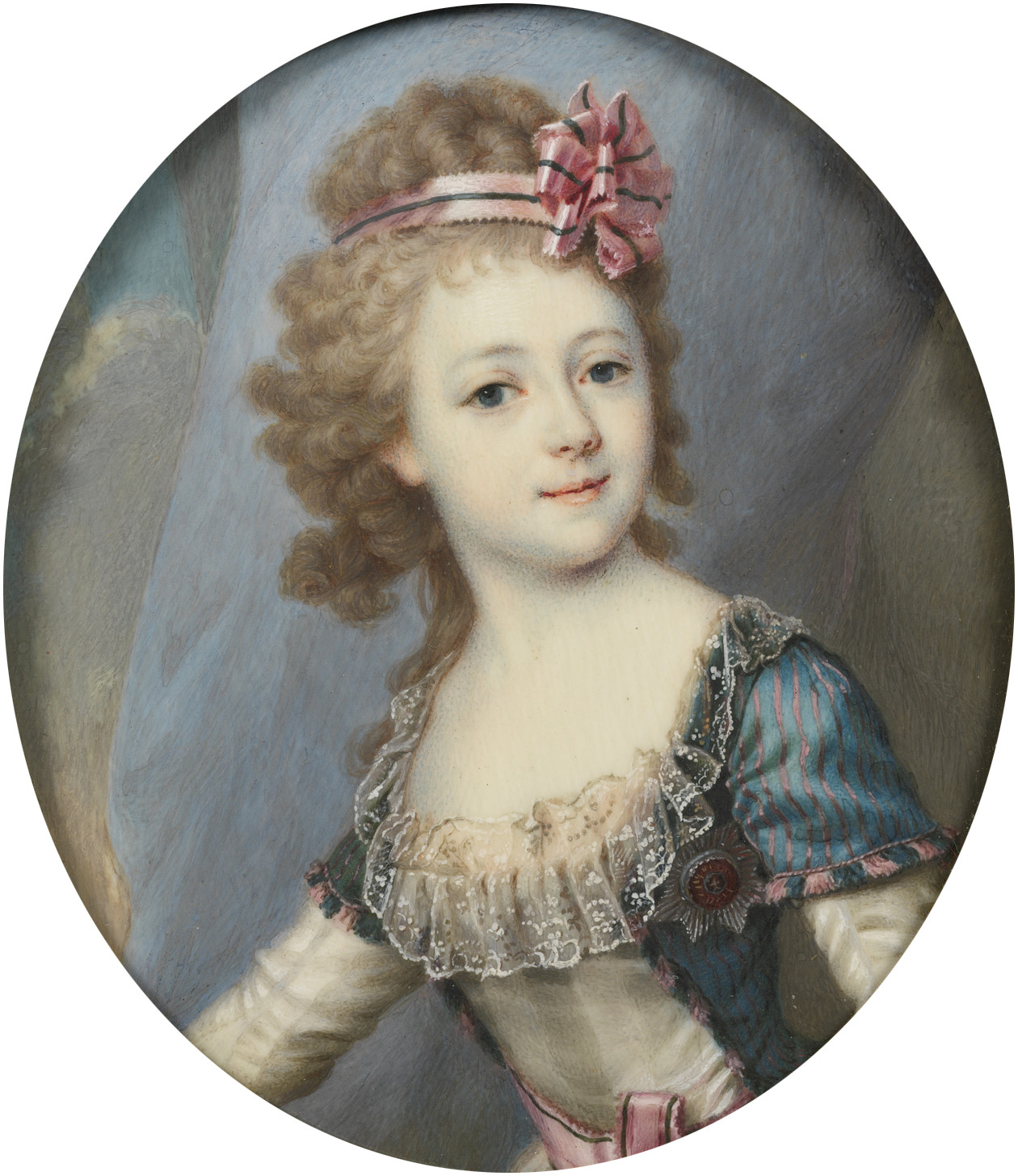
Александра Павловна в детстве

Постепенно царственная бабушка начинает лучше относиться к внучке. 12 марта 1787 года она писала Александре:
Александра Павловна, приятно мне всегда, что ты умница, не плачешь, но весела; будешь умна, тобою будут довольны. Спасибо, что ты меня любишь, я сама тебя люблю.

В свою очередь Александра Павловна была особенно привязана к бабушке. Екатерина отмечала:
Меня она любит более всех на свете, и я думаю, что она готова на всё, чтобы только понравиться мне или хоть на минуту привлечь моё внимание.

### Образование
Воспитанием Александры Павловны, как и других великих княжон, занималась Шарлотта Карловна Ливен. Помощницей её стала дочь инспектора Петропавловской немецкой школы в Петербурге — Елизавета Вилламова.
В обучении великая княжна была очень старательной. В 1787 году Мария Фёдоровна с гордостью писала о четырёхлетней дочери, что она «продолжает быть прилежной, делает заметные успехи и начинает переводить с немецкого». Великая княжна увлеклась рисованием и «кажется, она имеет к этому искусству большие способности», а также музыкой и пением, и «в этих искусствах обнаружила замечательные способности».

В 1790 году в своём письме к барону Гримму Екатерина дала такую характеристику внучке:
… Третий портрет представляет девицу Александру. До шести лет она ничем не отличалась особенным, но года полтора тому назад вдруг сделала удивительные успехи: похорошела, выросла и приняла такую осанку, что кажется старше своих лет. Говорит на четырёх языках, хорошо пишет и рисует, играет на клавесине, поёт, танцует, учится без труда и выказывает большую кротость характера.

### Густав IV
В 1794 году императрица начинает задумываться о дальнейшей судьбе великой княжны. Александре Павловне уже исполнилось одиннадцать лет и «с нынешнего лета считается взрослой девицей». В письмах тех лет Екатерина высказывает идею о привлечении в Россию «безземельных принцев», которые после женитьбы на её внучках, получили бы положение и средства для жизни на новой родине.
… старшей пора замуж. Она и вторая сестра — красавицы. В них всё хорошо, и всё находят их очаровательными. Женихов им придётся поискать днём с огнём. Безобразных нам не нужно, дураков — тоже; но бедность — не порок. Хороши они должны быть и телом и душой.
Но судьба Александры Павловны сложилась иначе. В 1792 году к русскому двору прибыл генерал Клингспорр с сообщением об убийстве шведского короля Густава III, который приходился императрице двоюродным братом, и о вступлении на престол его четырнадцатилетнего сына Густава IV Адольфа. Он также сообщил, что покойный желал породниться с русским императорским домом, женив единственного сына на одной из внучек императрицы. По другой версии, идея брака принадлежала самой императрице и даже стала одним из секретных условий при заключении верельского мирного договора. Этот союз был поддержан и регентом, дядей короля герцогом Зюдерманландским. В октябре 1793 года по случаю бракосочетания великого князя Александра Павловича с принцессой Баденской в Петербург приехал с поздравлениями от регента и короля граф Стенбок, который начал официальные переговоры о браке. Александру Павловну начали обучать шведскому языку, а также подготавливать к мысли о будущем муже.

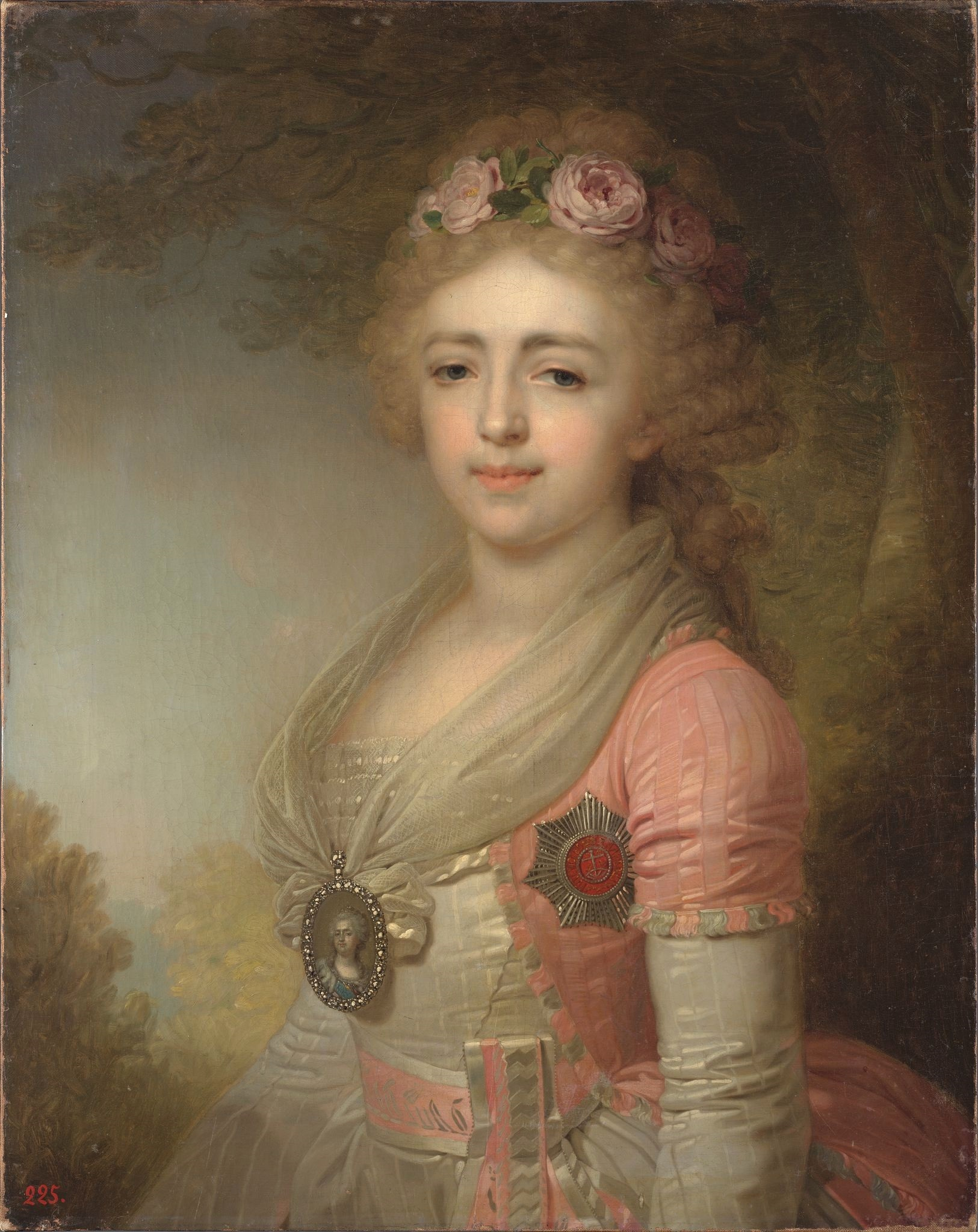
Александра Павловна, портрет кисти Владимира Боровиковского, вторая половина 1790-х годов

Переговоры шли с переменным успехом. В январе 1794 года Екатерина II писала своему кузену, герцогу Зюдерманландскому:
Как с политической, так и с семейной точки зрения я всегда смотрела и теперь смотрю на этот союз как на самый желательный во всех отношениях.

Но по двум вопросам стороны не могли достигнуть соглашения: вероисповедание будущей королевы и выдача Армфельта, участника заговора против герцога, скрывшегося в России. В отместку регент начал вести переговоры о браке Густава с принцессой Мекленбург-Шверинской. Ещё ничего не зная о происках кузена, императрица писала в апреле 1795 года барону Гримму: 
Девица моя может терпеливо ждать решения своей участи до совершеннолетия короля, так как ей всего одиннадцать лет. Если же дело не уладится, то она может утешиться, потому что тот будет в убытке, кто женится на другой. Я могу смело сказать, что трудно найти равную ей по красоте, талантам и любезности. не говоря уж о приданом, которое для небогатой Швеции само по себе составляет предмет немаловажный. Кроме того, брак этот мог бы упрочить мир на долгие годы.

1 ноября 1795 года шведский двор объявил о заочной помолвке, а в шведских церквях начали служить молебны о здравии Луизы Шарлотты. Уязвлённая Екатерина встаёт на защиту внучки:
Пусть регент ненавидит меня, пусть ищет случая и обмануть — в добрый час! — но зачем он женит своего питомца на безобразной дурнушке?  Чем король заслужил такое жестокое наказание, тогда как он думал жениться на невесте, о красоте которой все говорят в один голос?
Но императрица не ограничилась лишь словами: она отказалась принять барона Шверина, прибывшего с сообщением о помолвке, на границу с Швецией был отправлен Суворов «для осмотра крепостей», в Стокгольм направлен генерал-майор Будберг с целью помешать этому браку. Шведский двор уже ожидал приезда невесты, но король вдруг передумал жениться. В апреле 1796 года переговоры о «русском браке» возобновились, императрица Екатерина пригласила Густава Адольфа посетить Петербург.

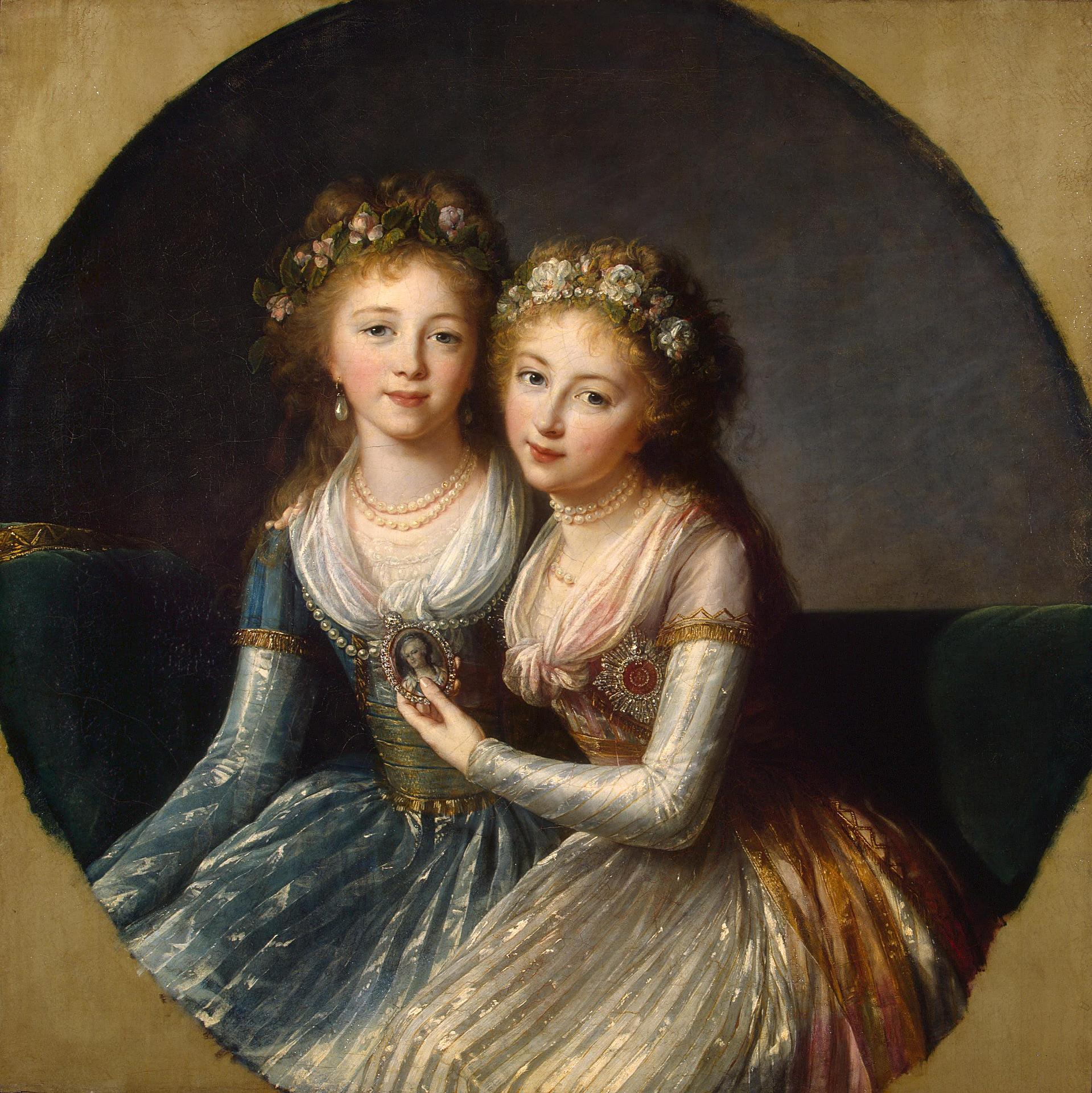
Александра Павловна со своей сестрой Еленой Павловной. Портрет кисти Элизабет Виже-Лебрен, 1796

Густав Адольф и герцог Карл инкогнито под именем графов Гаги и Вазы приехали для свидания с невестой. В их честь был устроен ряд блестящих праздников. Король пленился красотой и образованием княжны и снискал, в свою очередь, и её расположение. Увлечение короля было очевидным: он танцевал с нею многие танцы, дружески разговаривал.
Все замечают, что его величество всё чаще танцует с Александрой и что разговор у них не прерывается… Кажется и девица моя не чувствует отвращения к вышеупомянутому молодому человеку: она уже не имеет прежнего смущённого вида и разговаривает очень свободно со своим кавалером.
25 августа 1796 года Густав просил у императрицы разрешения жениться на великой княжне, если она не будет против. Переговоры вели граф Зубов и граф Морков.
Однако его волновал вопрос веры будущей королевы. На празднике у генерал-прокурора Самойлова:
Он заговорил о том, что по долгу честного человека он обязан объявить мне, что законы Швеции требуют, чтобы королева исповедовала одну религию с королём.
Лишь 2 сентября Густав согласился с тем, чтобы Александра Павловна сохранила православную веру. 6 сентября посол Стединг официально просил руки великой княжны. Жених посетил отца невесты и побывал на манёврах. Державин написал «Хор для концерта, на помолвку короля шведского с великой княжной Александрой Павловной». Помолвка должна была состояться 11 сентября в Тронном зале Зимнего дворца. Однако, когда Зубов и Морков утром 11 сентября собрались подписать брачный договор, то оказалось, что в нём нет статьи о свободе вероисповедания великой княжны, исключённой по приказу короля. Уговоры русских посланников ни к чему не привели: король заперся в своей комнате. Императрица, придворные и Александра Павловна в наряде невесты ждали его более четырёх часов. После сообщения об окончательном отказе короля, с императрицей случился лёгкий апоплексический удар, Александра Павловна в слезах находилась в своей комнате, собравшимся объявили, что помолвка отменяется из-за болезни короля.
12 сентября король присутствовал на балу по случаю дня рождения великой княгини Анны Фёдоровны, но ему был оказан холодный приём. Александра Павловна на балу не присутствовала, а сама императрица пробыла лишь чуть более четверти часа, сославшись на болезнь. Хотя обручение не состоялось, переговоры о возможном браке продолжались. 22 сентября 1796 года король покинул Россию, причём императрица предупредила сына: «Они простятся с вашими сыновьями и их супругами, но ваши четыре дочери должны быть все нездоровы простудою».
6 ноября скончалась императрица Екатерина, и вопрос о браке решался уже новым императором Павлом I. Но, несмотря на все попытки, главный вопрос — о вероисповедании великой княжны — не был улажен, и переговоры о браке были прекращены.
Вскоре императорской чете был нанесён новый удар. Густав выбрал невестой младшую сестру великой княгини Елизаветы Алексеевны — принцессу Фредерику Баденскую. Мария Фёдоровна обвинила в интригах великую княгиню и баденский дом, а Павел Петрович — «позволял себе по этому поводу резкие и колкие выходки против невестки».

### Брак
Через три года после первого сватовства, закончившегося неудачно для юной великой княжны, возник проект брака с австрийским эрцгерцогом. В 1798 году в Петербург прибыли служившие в австрийской армии братья императрицы Фердинанд и Александр. Заинтересованная в союзнике Австрия предлагала заключить союз против Наполеона, а для его упрочения заключить брак между Александрой Павловной и эрцгерцогом Иосифом, братом императора Франца. Эрцгерцог лично приехал в Россию, чтобы познакомиться с невестой. Сватовство прошло успешнее, хотя не было того размаха торжеств. 2 февраля 1799 года состоялось обручение и бал. Позднее был подписан брачный договор, по которому Александре Павловне предоставлялась свобода вероисповедания. В октябре граф Ростопчин писал: 
Поверьте мне, что не к добру затеяли укреплять союз с австрийским двором узами крови. … Из всех сестёр своих она будет выдана наименее удачно. Ей нечего будет ждать, а детям её и подавно.
25 сентября был обнародован высочайший указ о титуле Александры Павловны. В России она должна была именоваться «ея императорское высочество великая княгиня эрцгерцогиня австрийская», в приложении на французском — была названа ещё и «Palatine d’Hongrie». Свадебные торжества (венчание) состоялись 19 октября 1799 года вскоре после свадьбы младшей сестры Елены. По случаю торжеств Державин написал оду «На брачные торжества 1799 года».
21 ноября молодожёны отправились в Австрию. Графиня Головина вспоминала, что Александра Павловна была грустна, а отец-император «беспрестанно повторял, что не увидит её более, что её приносят в жертву».
В Вене великой княгине был оказан холодный приём. При представлении императору она напомнила ему первую супругу Елизавету, которой приходилась племянницей. Её духовник отец Андрей Самборский писал: «Воспоминание счастливого с ней сожития привело его (императора) в чрезвычайное смущение духа, которое огорчило сердце императрицы, нынешней его супруги. После сего возгорелось противу невинной жертвы непримиримое мщение…» Не забыла императрица и унижения своих родителей, когда к их предложению дочерей в качестве невесты для великого князя Константина, Екатерина отнеслась с неудовольствием и назвала их «уродцами». Эрцгерцог Иосиф не мог защитить супругу. К личным преследованиям добавились ещё и религиозные — великую княгиню убеждали сменить веру.

Вскоре Александра Павловна ожидала ребёнка. Беременность протекала тяжело, её мучили приступы тошноты. Врач, направленный по приказу императрицы, «более искусен был в интригах, нежели в медицине, а притом в обхождении был груб»; повара готовили блюда, которые она не могла есть. Роды, продолжавшиеся несколько часов, измучили и ослабили великую княгиню. Самборский писал:
Когда акушер приметил, что естественные силы великой княгини изнемогли, тогда представил он палатину о таковом изнеможении и получил от его высочества согласие употребить инструменты, которыми он и вытащил младенца, жившего только несколько часов.
Узнав о смерти новорождённой  дочери, Александра Павловна сказала: «Благодарение Богу, что моя дочь переселилась в число ангелов, не испытав тех горестей, которым мы здесь подвержены».
На девятый день после родов Александре Павловне разрешили вставать, но к вечеру у неё поднялась температура, великая княгиня бредила. Александра Павловна скончалась от послеродовой горячки 4 (16) марта 1801 года.

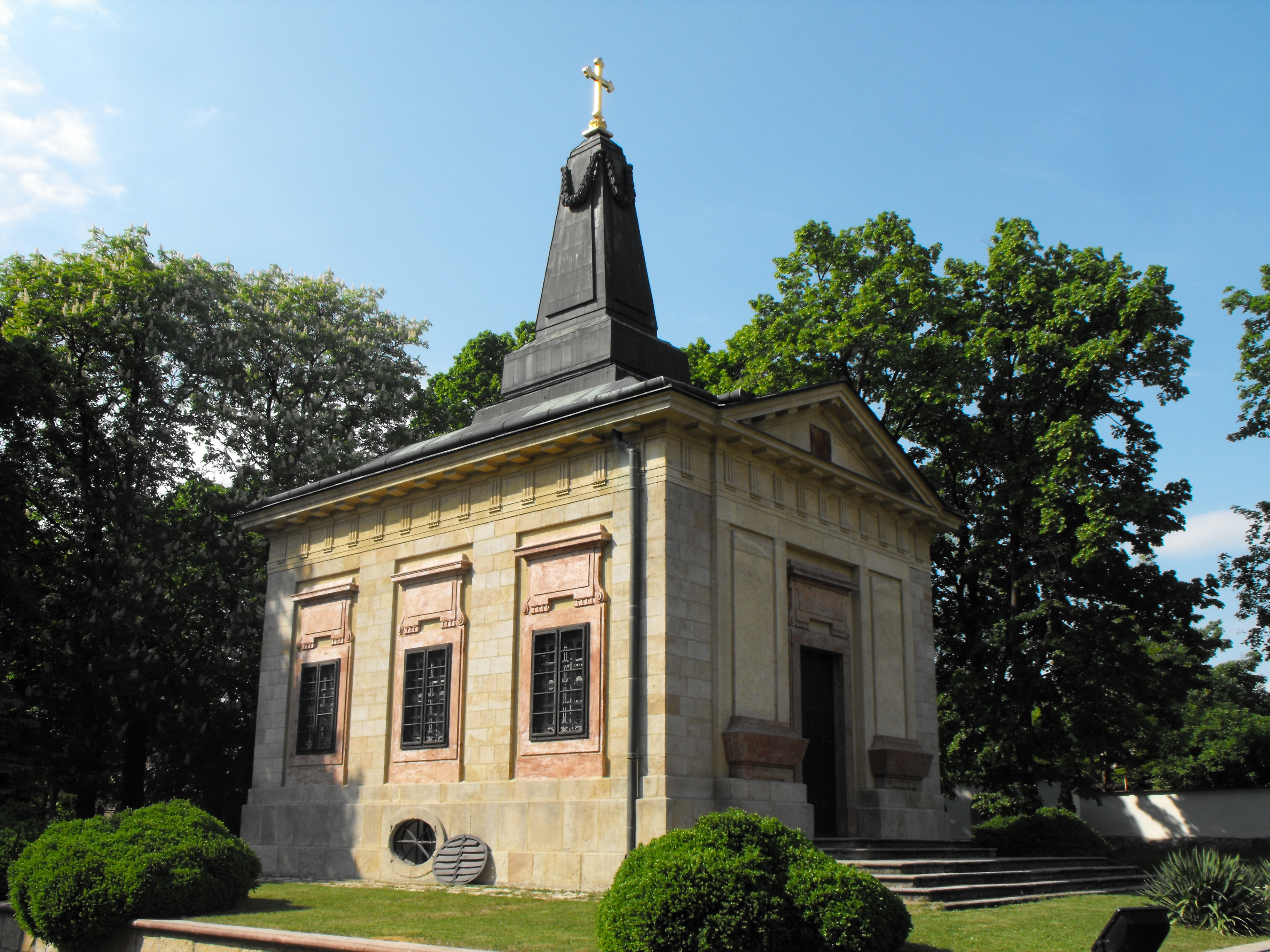
Церковь в Ирёме

Но венский двор преследовал великую княгиню и после смерти. Хлопоты по захоронению взял на себя её духовник. Он отказался поместить гроб в подвале капуцинской церкви. Он писал: «Это был малый погреб, имеющий вход с площади, на которой бабы продавали лук, чеснок и всякую зелень, и что сверх продажи оставалось, то они в том мрачном и тесном погребу по денежному найму хранили, отчего там и был пренесносный смрад. Таковое унижение терзало мою душу…». Сначала гроб был в доме в саду палатины, а затем — в православной церкви в Офене, перенос его сопровождался большим стечением народа. Распускались слухи о том, что Александра Павловна приняла католичество. Церемонию захоронения предложили проводить ночью, чтобы избежать волнений, но и тут отец Андрей смог настоять на своём. Сначала палатина была захоронена на капуцинском кладбище, а позднее перезахоронена в деревне Ирём, недалеко от Буды, и на могиле её старшим братом императором Александром I была построена православная церковь во имя мученицы царицы Александры.
В 1814 году мать воздвигла ей Памятник Александре Павловне в Павловске работы Ивана Мартоса.

## Творчество
В 1796 году, когда великой княгине было 13 лет, она поместила в журнале «Муза» два перевода с французского: «Бодрость и благодеяние одного крестьянина» и «Долг человечества» (под псевдонимом А.).

## Награды
- 6 августа 1783 года — Орден Святой Екатерины I степени[8].